# Aston Villa Women Football Club
El Aston Villa Women Football Club (anteriormente llamado Aston Villa Ladies Football Club) es un club de fútbol femenino inglés que participa en la Women's Super League, máxima categoría del fútbol femenino en Inglaterra. El club se fundó en 1973 bajo el nombre Solihull FC, se afilió al Aston Villa en 1989, adoptando el nombre de Villa Aztecs. Posteriormente, se convirtió oficialmente en la sección femenina del Aston Villa en 1996. Juega de local en el Bescot Stadium, con una capacidad para 11.000 espectadores.